# Дустлик (футбольный клуб)
«Дустлик» (узб. «Dostlik» futbol klubi) — бывший узбекистанский футбольный клуб из посёлка Дустлик Ташкентской области, выступавший в Высшей лиге Узбекистана в 1993—2003 годах.
Представлял также посёлок Янгибазар Ташкентской области.
В своём последнем сезоне в чемпионате страны «Дустлик» занял 11-е место, а в конце 2003 года он был расформирован из-за долгов перед Федерацией футбола Узбекистана. В настоящее время клуб не существует.

## Названия
- до 1962 — «Пахтакор»
- 1963—1991 — «Политотдел»
- 1992 — «Политотдел»-РУОР
- 1993—1995 — «Политотдел»
- 1996—2003 — «Дустлик»

## Достижения
- Первая лига СССР — 3-е место в финале за 1-3-е места класса «Б» (1966).
- Кубок СССР — 1/32 финала (1965, 1967/68, 1969).
- 2-кратный чемпион Узбекистана (1999, 2000).
- Обладатель Кубка Узбекистана (1999/2000).